# جايسون تشافيلد
جايسون تشافيلد (بالإنجليزية: Jason Chatfield)‏ هو رسام كارتون أسترالي، ولد في 1984 في برث في أستراليا.